# سخني مقذوف جانبي
السخني المقذوف الجانبي هو نوع من الصوت الساكن ، يستخدم في بعض اللغات المنطوقة. الرمز في الأبجدية الصوتية الدولية الذي يمثل هذا الصوت هو ⟨t͡ɬʼ⟩ (أو ⟨tɬʼ⟩) وفي التدوين الصوتي الأمريكي هو ⟨ƛ’⟩ (barred lambda - باريد لامبدا).

## مميزات
ملامح السنخي المقذوف الجانبي :قالب:Affricate
• صفة الحرف هي صامت موقوف احتكاكي، مما يعني أنها تنتج عن طريق إيقاف تدفق الهواء تمامًا، ثم السماح بتدفق الهواء عبر قناة ضيقة في مكان مخرج الحرف، مما يسبب الصوت.
• مكان صفة الحرف هو لثوي، مما يعني أنه مفصلي إما بطرف اللسان أو نصله عند الحافة اللثوية، ويطلق عليه على الثوي الصفيحي.قالب:Voiceless short
• صوتها دون صوت، أي أنه يتم إنتاجه بدون اهتزازات بالأحبال الصوتية.

## حادثة
| لغة         | لغة         | كلمة           | IPA                | المعنى                | ملاحظات                       |
| ----------- | ----------- | -------------- | ------------------ | --------------------- | ----------------------------- |
| الأوارية    | الأوارية    | кьалаб         | [t͡ɬʼalab]          | 'الصراعات'            |                               |
| هيدا        | هيدا        | sttluujagadang | ‎[st͡ɬʼuːt͡ʃakataŋ]‏   | 'نقار الخشب الأمريكي' |                               |
| لغة الإراكو | لغة الإراكو | hatlʼáʼ        | ‎[hat͡ɬʼáʔ]‏          | 'آخر'                 |                               |
| القبردينية  | الباسلانية  | ятӀэ           | [t͡ɬʼə]             | 'رجل'                 | يتوافق مع ‎[ɬʼ]‏ في لهجات أخرى. |
| ليلويتية    | ليلويتية    | st'át'imcets   | ‎[ˈst͡ɬʼæt͡ɬʼjəmxət͡ʃ]‏ | 'لغة ليلويت'          |                               |
| نافاهو      | نافاهو      | tłʼóoʼdi       | [t͡ɬʼóːʔtɪ̀]         | 'بالخارج'             |                               |
| السهابتينية | السهابتينية | mɨƛ’ɨƛ’k       | ‎[mɨˈt͡ɬʼɨt͡ɬʼk]‏      | 'طين'                 |                               |
| التنيلغيتية | التنيلغيتية | tlʼeex         | [t͡ɬʼix]            | 'قمامة'               |                               |
| الوشودسیدية | الوشودسیدية | sq̓aƛ̕           | [sqʼɑt͡ɬʼ]          | " قضاعة "             |                               |
| التسيزية    | التسيزية    | кьиш           | [t͡ɬʼɪʃ]            | "منشقة"               |                               |

يُعتقد أن الغة السامية الأم *ṣ́/ش كان عبارة عن قاذف جانبي سنخي.

## روابط خارجية
- قائمة تحتوي على [tɬʼ] في PHOIBLE